# Torneo de Pekín 2015
El China Open 2015 es un torneo de tenis que pertenece tanto a la ATP en la categoría de ATP World Tour 500 como a la WTA en la categoría Premier Mandatory. Los eventos femeninos y los eventos masculinos se llevan a cabo en el Centro de Tenis del Parque Olímpico de Pekín (Olympic Green Tennis Center, en inglés) de Pekín, China, del 5 al 11 de octubre de 2015 sobre pista dura.

## Cabezas de serie

### Individual masculino
| Semb. | Rank. | Jugador            | Puntos Antes | Puntos a Defender | Puntos Ganados | Puntos Después | Actuación en el Torneo |
| ----- | ----- | ------------------ | ------------ | ----------------- | -------------- | -------------- | ---------------------- |
| 1     | 1     | Novak Djokovic     | 16,145       | 500               |                |                |                        |
| 5     | 2     | Tomáš Berdych      | 5,050        | 300               |                |                |                        |
| 7     | 3     | Rafael Nadal       | 3,770        | 90                |                |                |                        |
| 8     | 4     | David Ferrer       | 3,695        | 0                 |                |                |                        |
| 9     | 5     | Milos Raonic       | 2,950        | 0                 |                |                |                        |
| 13    | 6     | John Isner         | 2,325        | 90                |                |                |                        |
| 15    | 7     | David Goffin       | 2,050        | 0                 |                |                |                        |
| 16    | 8     | Jo-Wilfried Tsonga | 1,990        | 0                 |                |                |                        |

- Los cabezas de serie están basados en el ranking ATP del 28 de septiembre de 2015.

### Dobles masculinos
| Tenista                              | Ranking | Preclasificado |
| Jean-Julien Rojer Horia Tecău        | 9       | 1              |
| Marcin Matkowski Nenad Zimonjić      | 24      | 2              |
| Rohan Bopanna Florin Mergea          | 27      | 3              |
| Daniel Nestor Édouard Roger-Vasselin | 35      | 4              |

### Individual femenino
- Las sembradas están establecidas de acuerdo al ranking proporcionado por la WTA para el 28 de septiembre.
- El ranking y los puntos actuales de cada jugadora están actualizados al ranking de la WTA del 3 de octubre de 2015.

| Semb. | Rank. | Jugadora             | Puntos Antes | Puntos a Defender | Puntos Ganados | Puntos Después | Actuación en el Torneo                                   |
| ----- | ----- | -------------------- | ------------ | ----------------- | -------------- | -------------- | -------------------------------------------------------- |
| 1     | 2     | Simona Halep         | 6,780        | 215               | 10             | 6,575          | Primera ronda, retiro ante Lara Arruabarrena [Q]         |
| 2     | 4     | Petra Kvitová        | 4,396        | 650               | 10             | 3,756          | Primera ronda, perdió ante Sara Errani                   |
| 3     | 6     | Flavia Pennetta      | 3,317        | 65                | 120            | 3,372          | Tercera ronda, perdió ante Anastasia Pavlyuchenkova      |
| 4     | 7     | Agnieszka Radwańska  | 3,190        | 65                | 390            | 3,515          | Semifinales, perdió ante Garbiñe Muguruza [5]            |
| 5     | 8     | Garbiñe Muguruza     | 3,116        | 10                | 1,000          | 4,106          | Campeona, venció a Timea Bacsinszky [12]                 |
| 6     | 9     | Ana Ivanovic         | 3,070        | 390               | 390            | 3,070          | Semifinales, perdió ante Timea Bacsinszky [12]           |
| 7     | 10    | Carla Suárez Navarro | 3,070        | 120               | 120            | 3,070          | Tercera ronda, perdió ante Timea Bacsinszky [7]          |
| 8     | 11    | Caroline Wozniacki   | 3,041        | 65                | 120            | 3,096          | Tercera ronda, perdió ante Angelique Kerber [10]         |
| 9     | 12    | Karolína Plíšková    | 3,040        | 10                | 10             | 3,040          | Primera ronda, perdió ante Sloane Stephens               |
| 10    | 13    | Angelique Kerber     | 2,990        | 120               | 215            | 3,085          | Cuartos de final, perdió ante vs Agnieszka Radwańska [4] |
| 11    | 14    | Belinda Bencic       | 2,985        | 10                | 65             | 3,040          | Segunda ronda, retiro ante Mirjana Lučić-Baroni          |
| 12    | 15    | Timea Bacsinszky     | 2,508        | 0                 | 650            | 3,158          | Final, perdió ante Garbiñe Muguruza [5]                  |
| 13    | 16    | Andrea Petkovic      | 2,445        | 120               | 120            | 2,445          | Tercera ronda, perdió ante Sara Errani                   |
| 14    | 17    | Madison Keys         | 2,440        | 65                | 120            | 2,495          | Tercera ronda, retiro ante Agnieszka Radwańska [4]       |
| 15    | 18    | Roberta Vinci        | 2,430        | 215               | 120            | 2,335          | Tercera ronda, perdió ante Bethanie Mattek-Sands [Q]     |
| 16    | 20    | Elina Svitolina      | 2,360        | 10                | 65             | 2,415          | Segunda ronda, perdió ante Anastasia Pavlyuchenkova      |

#### Bajas femeninas
| Ranking | Jugadora            | Puntos Antes | Puntos a Defender | Puntos Ganados | Puntos Después | Baja debido a                    |
| ------- | ------------------- | ------------ | ----------------- | -------------- | -------------- | -------------------------------- |
| 1       | Serena Williams     | 11,500       | 215               | 0              | 11,285         |                                  |
| 3       | María Sharápova     | 5,691        | 1000              | 0              | 4,691          | lesión en el antebrazo izquierdo |
| 5       | Lucie Šafářová      | 3,525        | 120               | 0              | 3,405          |                                  |
| 19      | Yekaterina Makarova | 2,370        | 120               | 0              | 2,250          |                                  |

### Dobles femeninos
| Tenista                              | Ranking | Preclasificada |
| Martina Hingis Sania Mirza           | 3       | 1              |
| Bethanie Mattek-Sands Yelena Vesnina | 9       | 2              |
| Casey Dellacqua Yaroslava Shvedova   | 12      | 3              |
| Tímea Babos Kristina Mladenovic      | 19      | 4              |
| Caroline Garcia Katarina Srebotnik   | 25      | 5              |
| Chan Hao-ching Chan Yung-jan         | 28      | 6              |
| Raquel Kops-Jones Abigail Spears     | 31      | 7              |
| Andrea Hlaváčková Lucie Hradecká     | 37      | 8              |

## Campeones

### Individual masculino
Novak Djokovic  venció a  Rafael Nadal por 6-2, 6-2

### Individual femenino
Garbiñe Muguruza venció a  Timea Bacsinszky por 7-5, 6-4

### Dobles masculino
Vasek Pospisil /  Jack Sock vencieron a  Daniel Nestor /  Édouard Roger-Vasselin por 3-6, 6-3, [10-6]

### Dobles femenino
Martina Hingis /  Sania Mirza vencieron a  Hao-Ching Chan /  Yung-Jan Chan por 6-7(9), 6-1, [10-8]